# Inkopax Wrocław
Inkopax Wrocław – polski klub piłkarski z siedzibą we Wrocławiu, przy ul. Na Niskich Łąkach. Piłkarze klubu korzystali ze stadionu przy ul. Wróblewskiego. 
Istniał w latach 1994–2004. W swojej historii nosił również nazwy Polonia/Inkopax oraz Siechnice/Inkopax. W trakcie sezonu 2004/2005 III-ligowy wówczas Inkopax został przeniesiony do Kątów Wrocławskich i zmienił nazwę na Motobi. W przerwie zimowej tego samego sezonu nazwę klubu zmieniono na Motobi Bystrzyca.

## Występy ligowe
| Sezon   | Liga                                           | Miejsce | Mecze | Z  | R | P  | Bilans bramkowy | Punkty | Uwagi |
| 1998/99 | IV liga grupa Wrocław, Wałbrzych, Jelenia Góra | 4       | 38    | 20 | 8 | 10 | 69-35           | 68     | Klub występował pod nazwą Polonia/Inkopax Wrocław                                                                                |
| 1999/00 | IV liga grupa Wrocław, Wałbrzych, Jelenia Góra | 1       | 36    | 27 | 7 | 2  | 94-27           | 88     | Klub występował pod nazwą Siechnice/Inkopax Wrocław · awans                                                                      |
| 2000/01 | III liga grupa 3                               | 7       | 38    | 17 | 6 | 15 | 64-54           | 57     | |
| 2001/02 | III liga grupa 3                               | 11      | 34    | 14 | 7 | 13 | 49-38           | 49     | spadek |
| 2002/03 | IV liga grupa dolnośląska                      | 4       | 34    | 22 | 6 | 6  | 66-32           | 72     | |
| 2003/04 | IV liga grupa dolnośląska                      | 1       | 34    | 25 | 5 | 4  | 63-19           | 80     | awans |
| 2004/05 | III liga grupa 3                               | 15      | 30    | 7  | 7 | 16 | 30-42           | 28     | W trakcie sezonu klub połączył z klubem Bystrzyca Kąty Wrocławskie i ukończył sezon pod nazwą Motobi Bystrzyca Kąty Wrocławskie. |
| Sezon   | Liga                                           | Miejsce | Mecze | Z  | R | P  | Bilans          | Punkty | Uwagi |

| Oznaczenie kolorami |
| ------------------- |
| III poziom ligowy   |
| IV poziom ligowy    |
| V poziom ligowy     |